# Otites porca
Otites porca är en tvåvingeart som först beskrevs av Pierre André Latreille 1804.  Otites porca ingår i släktet Otites och familjen fläckflugor.
Artens utbredningsområde är Frankrike. Inga underarter finns listade i Catalogue of Life.